# 호포천

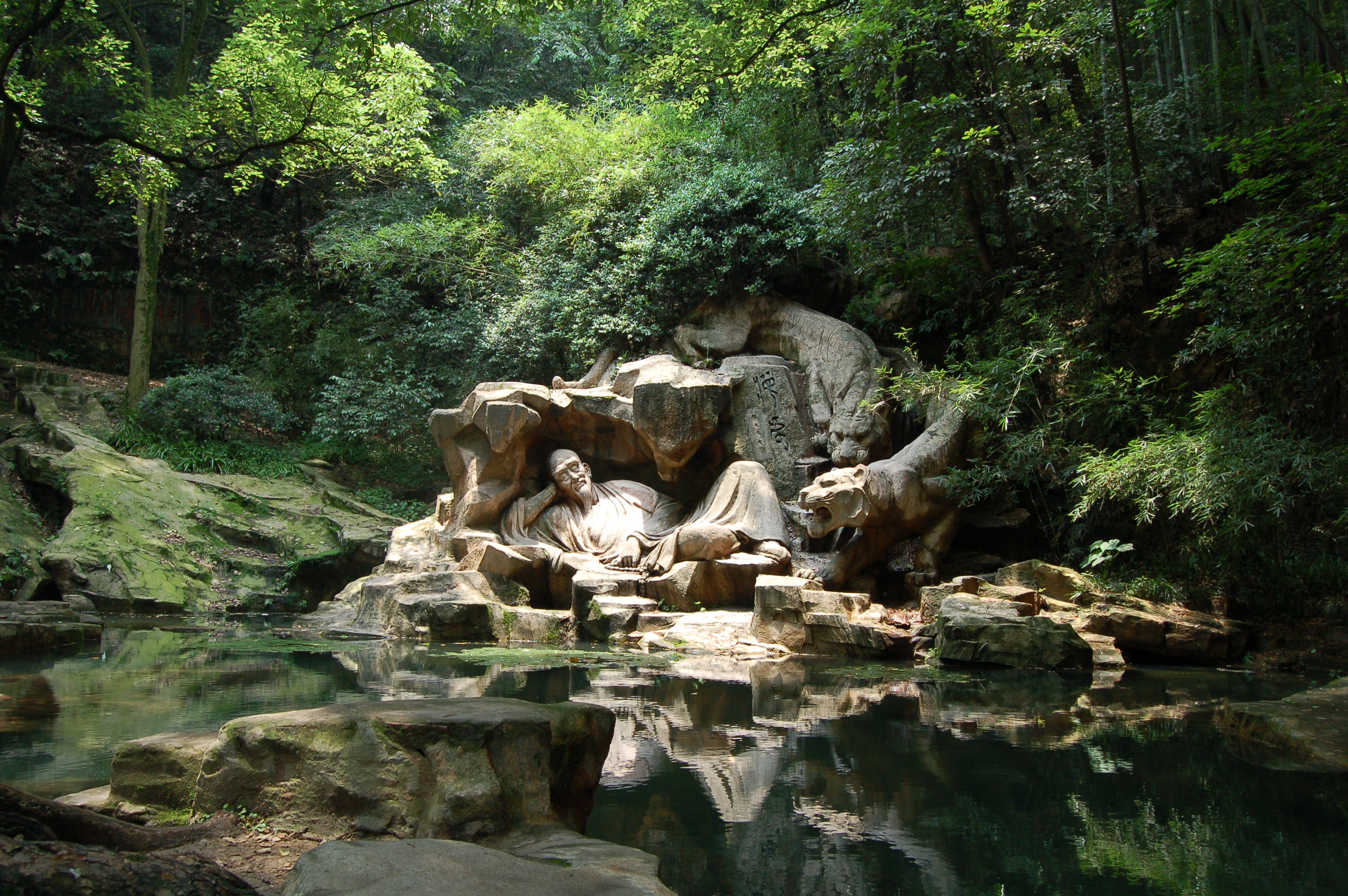
호포천

호포천(중국어: 虎跑泉, 병음: Hǔpáoquán 후파오취안[*])은 중화인민공화국 저장성 항저우시에 있는 샘이다. 규암에서 솟는 샘물로 중국에서 가장 훌륭한 샘으로 평가받는다. 또한 전장시(镇江, 전강)의 중랭천(中冷泉, 중렁취안천), 우시시(无锡, 무석)의 혜천(惠泉, 후이취안)과 함께 중국의 3대 샘물 가운데 하나로 여겨진다. 호포천 물은 항저우 특산차인 용정차를 끓이는데 있어 최상의 물로 평가받는다.

## 갤러리

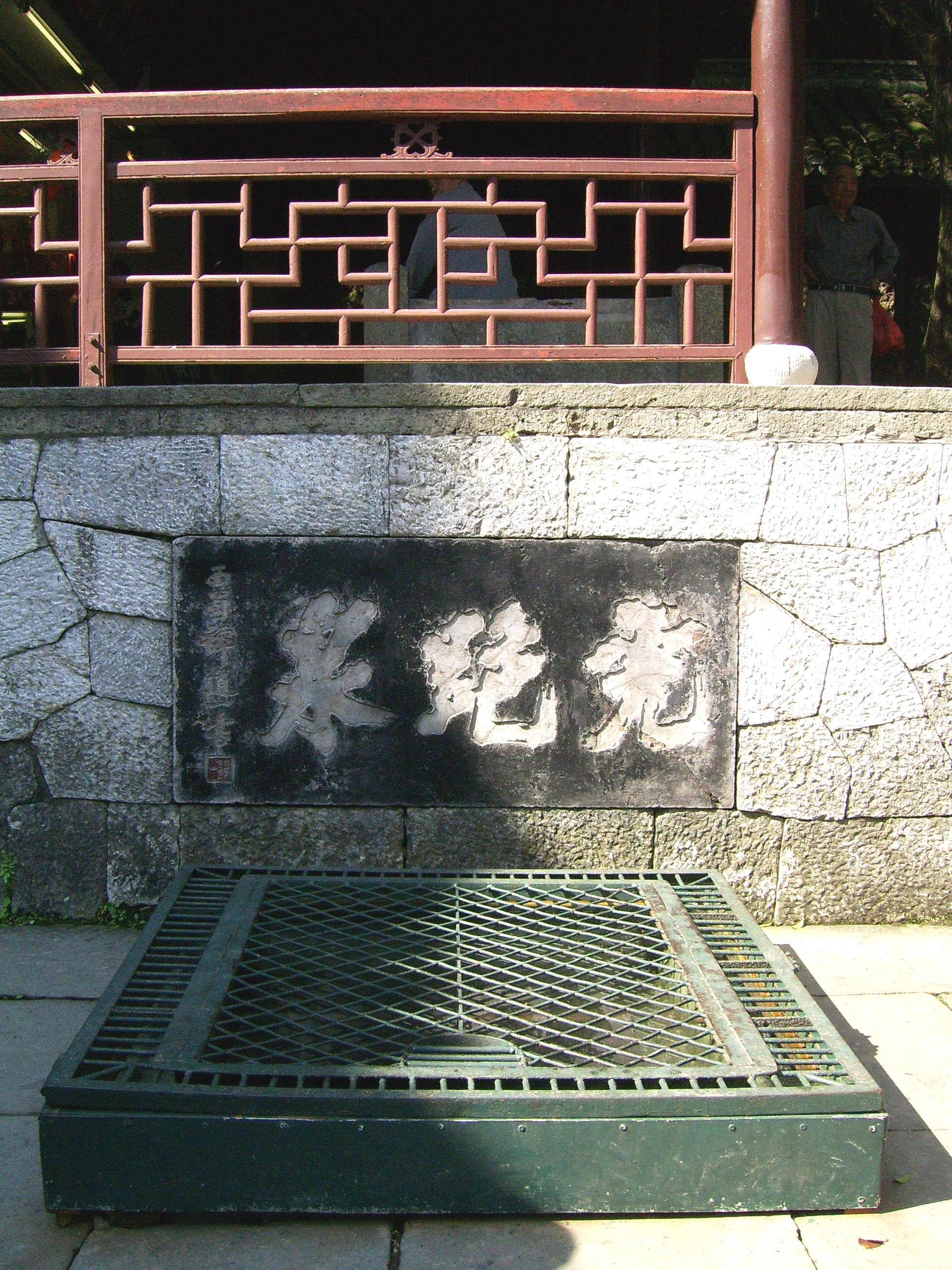
호포천 명판
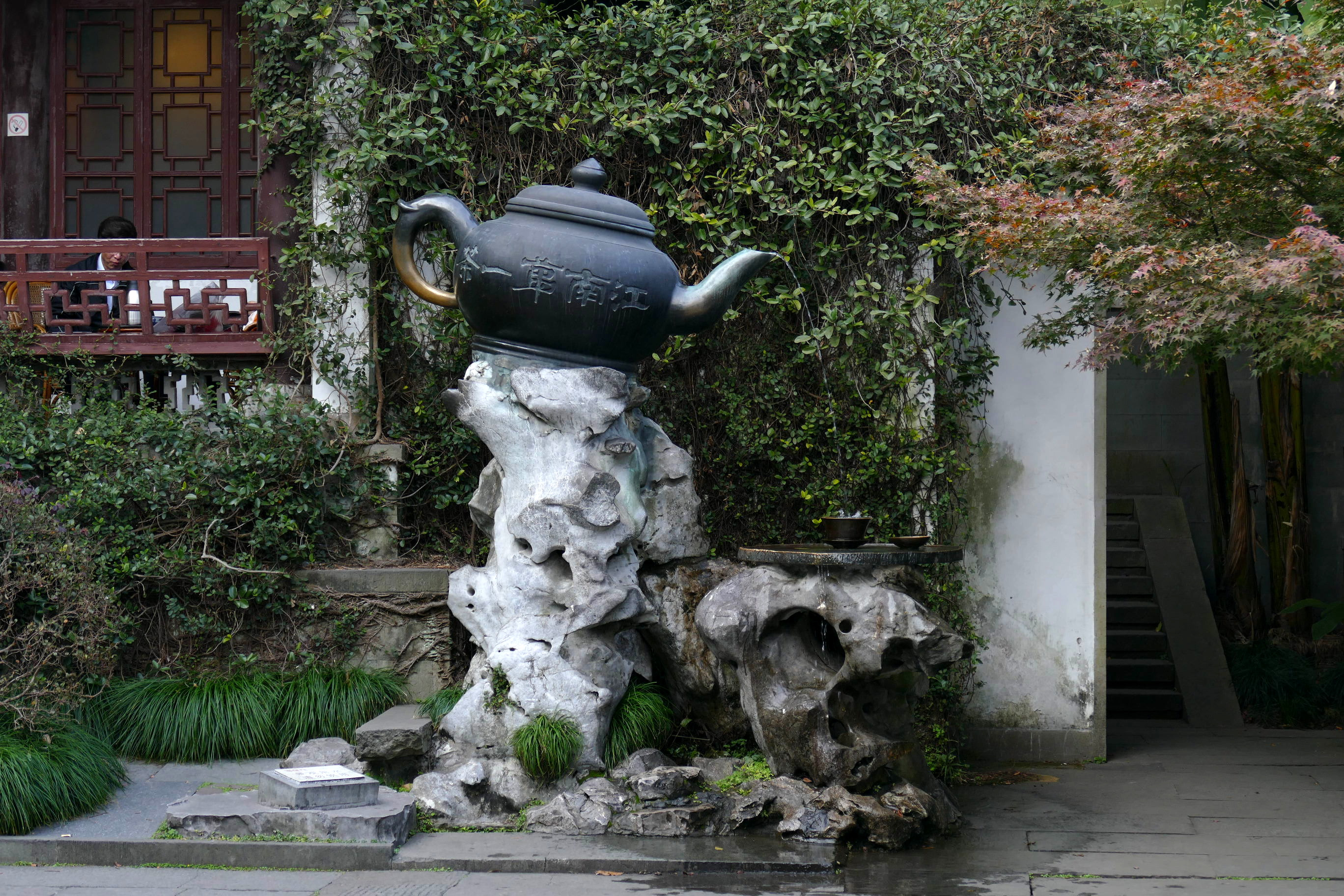
찻주전자 모양 분수
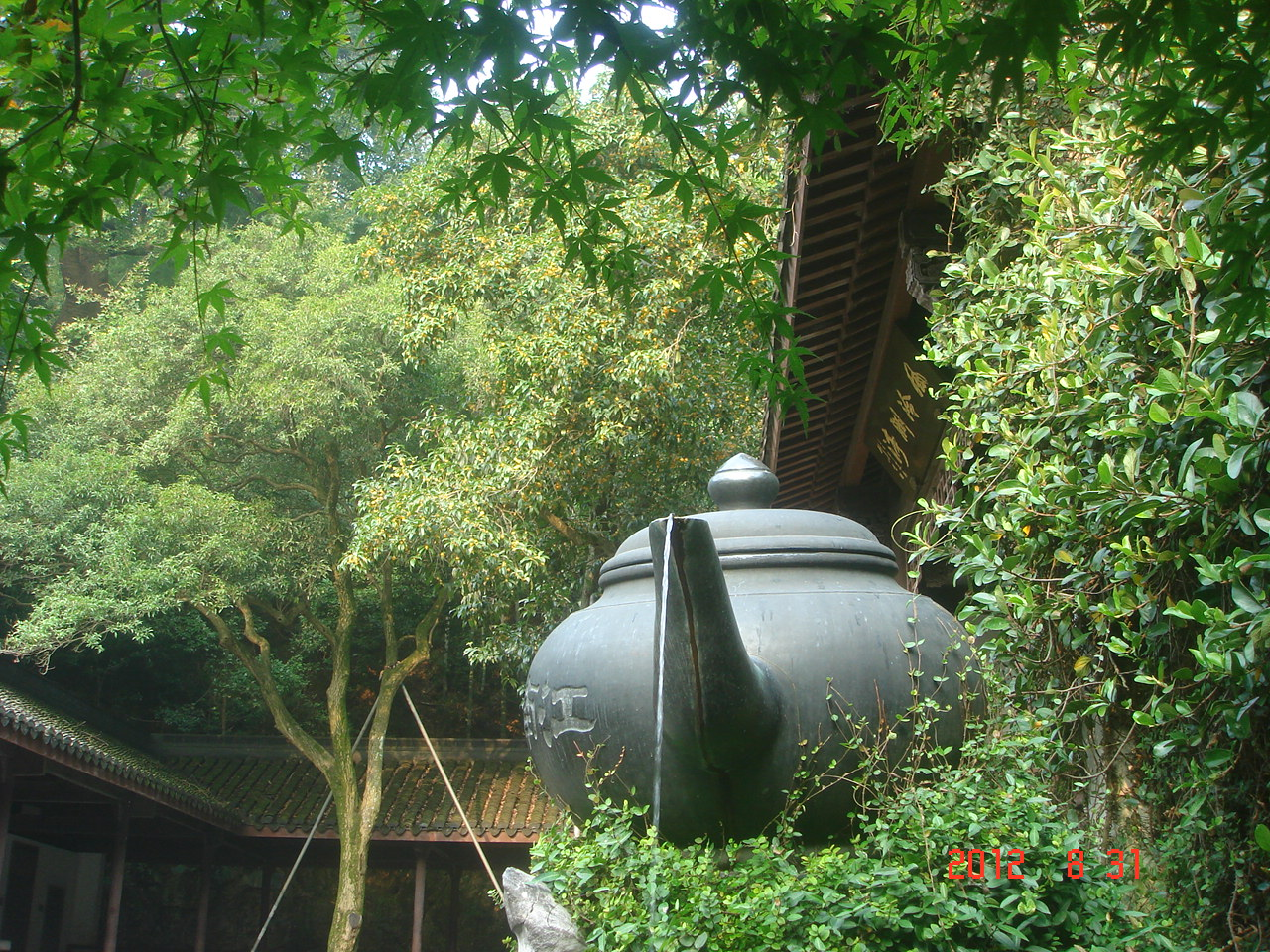
찻주전자 모양 분수 2
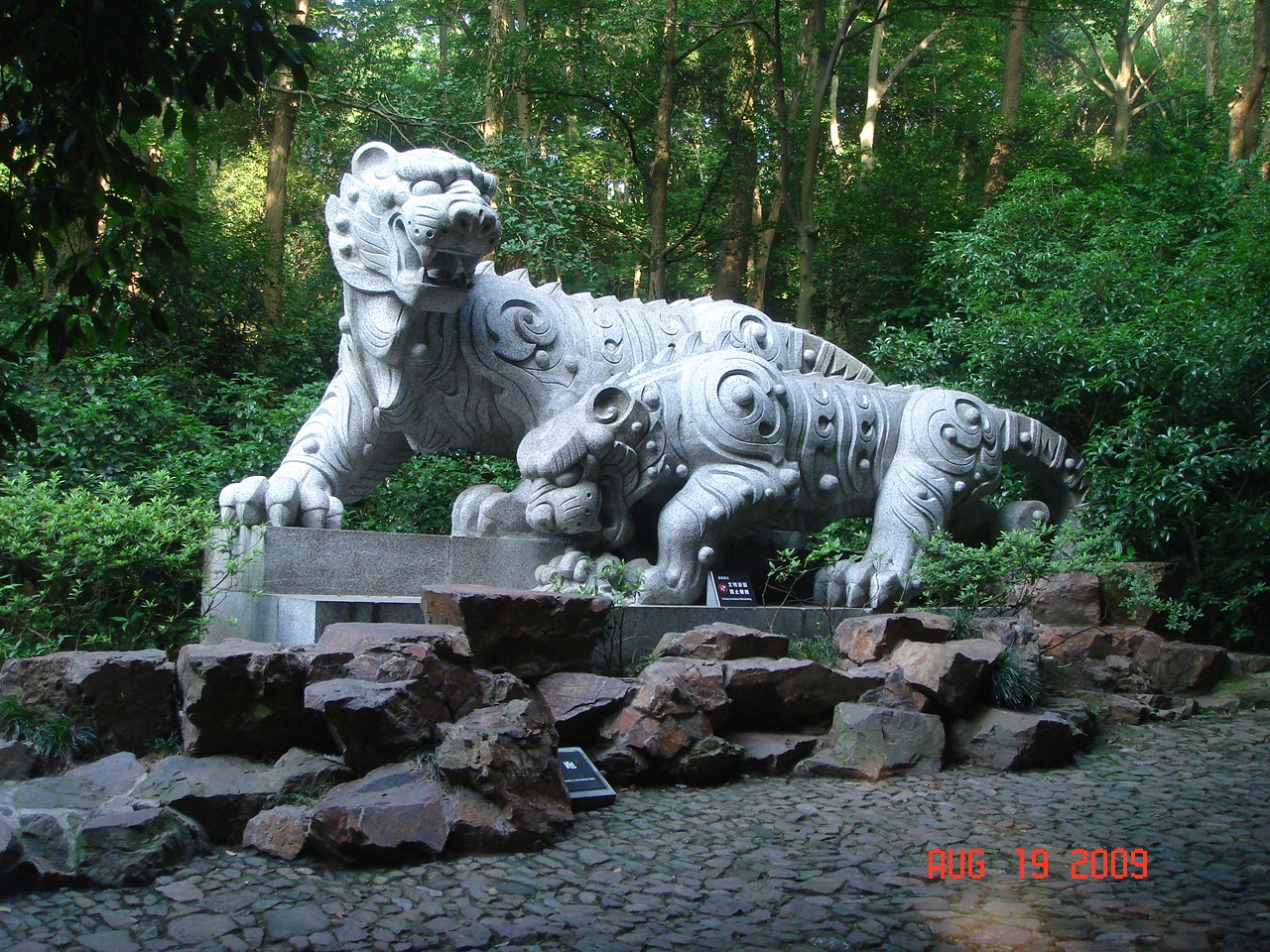
호랑이 모양 석상